# 高柳出己
高柳 出己（たかやなぎ いずみ、1964年6月2日 - ）は、埼玉県久喜市出身の元プロ野球選手（投手）。1996年の登録名は髙柳 出己（読み同じ）で、引退後も日本プロ野球OBクラブなど一部活動では「髙柳」表記を用いている。

## 経歴
野球を始めたのは中学校の頃からで小学校時代は剣道をやっていた。後にこの剣道の経験がけん制やフィールディングに役立ったという。久喜市立久喜南中学校卒業後、春日部工高に進学するも、高校時代は登板機会に恵まれなかった。2年秋に関東大会初戦で先発するも敗退。1年先輩には、当時投手だった古川慎一がいる。
高校卒業後は、明治大学のセレクションを受け合格していたものの、社会人野球の日本通運に入社。5年目となる1987年の東京スポニチ大会では決勝戦完投勝利して優勝に貢献。続く四国大会でも優勝してMVP。都市対抗では、1回戦で先発に起用され、富士重工業の向田佳元と投げ合い9回裏サヨナラ勝ち。2回戦でNTT東海に敗退するが、好投手として注目される。在京セ・リーグの球団が希望だったというが1987年のプロ野球ドラフト会議で川島堅のクジを外した近鉄バファローズから1位指名を受け入団。
プロ1年目の1988年は開幕二軍であったが5月に一軍初登板を果たし、同年10月19日の伝説の対ロッテオリオンズダブルヘッダー（10.19）第2試合に先発。1989年10月12日の対西武ライオンズダブルヘッダー第1試合にも先発し、伝説のブライアント3連発（第2試合まで含めると4連発）にも立ち会っている。
1994年、1995年と右肩痛もあって2年連続で一軍登板が無く自由契約となる。球団からはスカウトの打診があったが、現役続行を希望して1996年に投球フォームをサイドスローに変え、千葉ロッテマリーンズにテスト入団するも肩痛が続いて一軍登板のないまま同年限りで現役を引退した。
1998年から2002年までは佐川印刷で軟式野球部の顧問を務めていた。またプロ野球マスターズリーグの大阪ロマンズでプレーした。その間は家業を手伝ったり、いくつかの仕事を経験したが、接骨院を経営する知人の影響から、専門学校を経て2007年、柔道整復師国家試験に合格、大阪府羽曳野市にて「たかやなぎスポーツアカデミー」「高柳整骨院」を開院。
2017年からは大阪公立大学硬式野球部のコーチも務めた。2023年限りで退任し、2024年からは大阪学院大学高校のコーチを務める。

## 人物
手が大きいことで有名で、片手で硬球を7個掴めた。
足のサイズも31cmあり、自身がルーキーの年にブライアントがシーズン途中で急遽移籍してきた際にはスパイクを提供したという。
5人の子供に恵まれ、長女はタレントの高柳愛実。その妹にバレーボール選手の高柳萌（岡山シーガルズ）。

## 詳細情報

### 年度別投手成績
| 年 度     | 球 団     | 登 板 | 先 発 | 完 投 | 完 封 | 無 四 球 | 勝 利 | 敗 戦 | セ 丨 ブ | ホ 丨 ル ド | 勝 率 | 打 者 | 投 球 回 | 被 安 打 | 被 本 塁 打 | 与 四 球 | 敬 遠 | 与 死 球 | 奪 三 振 | 暴 投 | ボ 丨 ク | 失 点 | 自 責 点 | 防 御 率 | W H I P |
| --------- | --------- | ----- | ----- | ----- | ----- | -------- | ----- | ----- | -------- | ----------- | ----- | ----- | -------- | -------- | ----------- | -------- | ----- | -------- | -------- | ----- | -------- | ----- | -------- | -------- | ------- |
| 1988      | 近鉄      | 22    | 14    | 2     | 1     | 2        | 6     | 6     | 0        | --          | .500  | 414   | 104.2    | 96       | 10          | 17       | 3     | 2        | 61       | 1     | 0        | 41    | 40       | 3.44     | 1.08    |
| 1989      | 近鉄      | 16    | 15    | 1     | 1     | 0        | 3     | 5     | 0        | --          | .375  | 298   | 67.1     | 82       | 13          | 24       | 0     | 3        | 39       | 1     | 0        | 44    | 42       | 5.61     | 1.57    |
| 1990      | 近鉄      | 26    | 15    | 2     | 0     | 1        | 3     | 5     | 0        | --          | .375  | 431   | 95.1     | 112      | 9           | 35       | 2     | 3        | 46       | 1     | 0        | 58    | 55       | 5.19     | 1.54    |
| 1991      | 近鉄      | 23    | 19    | 3     | 2     | 1        | 7     | 5     | 0        | --          | .583  | 554   | 131.2    | 125      | 16          | 47       | 3     | 1        | 55       | 1     | 0        | 61    | 55       | 3.76     | 1.31    |
| 1992      | 近鉄      | 24    | 21    | 6     | 3     | 0        | 8     | 8     | 0        | --          | .500  | 587   | 139.2    | 142      | 19          | 42       | 2     | 2        | 76       | 2     | 0        | 65    | 61       | 3.93     | 1.32    |
| 1993      | 近鉄      | 8     | 7     | 1     | 0     | 0        | 2     | 1     | 0        | --          | .667  | 161   | 33.0     | 46       | 6           | 20       | 0     | 1        | 16       | 1     | 0        | 20    | 18       | 4.91     | 2.00    |
| 通算：6年 | 通算：6年 | 119   | 91    | 15    | 7     | 4        | 29    | 30    | 0        | --          | .492  | 2445  | 571.2    | 603      | 73          | 185      | 10    | 12       | 293      | 7     | 0        | 289   | 271      | 4.27     | 1.38    |

### 記録
- 初登板・初先発：1988年5月15日、対日本ハムファイターズ8回戦（東京ドーム）5回完了、3失点で敗戦投手
- 初勝利：1988年8月7日、対阪急ブレーブス16回戦（西宮球場）8回完了、5安打3失点
- 初完投勝利※：1988年10月14日、対阪急ブレーブス25回戦（藤井寺球場）9回、5安打3失点
- 初完封勝利※：1989年7月31日、対日本ハムファイターズ18回戦（藤井寺球場）9回、7安打

　※1988年9月3日、対阪急ブレーブス21回戦（藤井寺球場）6回表2死まで無失点に抑えて降雨コールド勝利

### 表彰
- 月間MVP：1回 （1991年7月）

### 背番号
- 20 （1988年 - 1995年）
- 30 （1996年）

### 登録名
- 高柳 出己（たかやなぎ いずみ、1988年 - 1995年）
- 髙柳 出己（たかやなぎ いずみ、1996年）